# ناحیه بستان‌لیق
ناحیهٔ بُستان‌لیق یا بوستان‌لیق (به ازبکی: Boʻstonliq tumani، بۉستانلیق تومنی) یک ناحیه در ازبکستان است که در ولایت تاشکند واقع شده‌است. ناحیۀ بوستان‌لیق ۵۷۰ کیلومتر مربع مساحت و ۱۷۶٬۷۰۰ نفر جمعیت دارد. مرکز این ناحیه غزال‌کند نام دارد. اکثریت مطلق باشندگان این ناحیه را تاجیک‌ها تشکیل می‌دهند.
مرکز اداری این ناحیه شهر غزال‌کند می‌باشد.